# Peter Zimmer (Politiker, 1868)
Peter Zimmer (* 3. September 1868 in Seibelsdorf; † 19. Januar 1957 in Moers) war ein deutscher Politiker (SPD).

## Leben
Zimmer besuchte die Volksschule. Danach machte er eine Schreinerlehre in Remscheid und war Wandergeselle u. a. in Frankreich und Bergarbeiter im Ruhrgebiet. Ab 1890 war Zimmer Mitglied des Verbands der Bergbauindustriearbeiter Deutschlands (Alter Verband). Von 1906 bis 1926 arbeitete er als Gewerkschaftssekretär des Alten Verbands in Essen und Moers. Von 1920 bis 1933 war er Verwaltungsrat bei der Bergmannsiedlung „Linker Niederrhein“ in Moers. Er wurde Mitglied der SPD. Für diese wurde er Stadtverordneter im Rat der Stadt Moers und Mitglied des Kreistags Moers. Von 1922 bis 1924 und erneut 1930 war er Mitglied des Provinziallandtags der Rheinprovinz.
Zimmer schloss sich zu Beginn der Diktatur der Widerstandsgruppe von Hermann Runge an und gehörte zu den „Brotfahrern“, welche illegale Flugblätter und Schriften verteilten. Als die Gruppe aufflog, musste auch Zimmer sich dem Gericht stellen, er wurde zu acht Monaten Zuchthaus verurteilt.
Zimmer wurde in der ersten Ernennungsperiode als Mitglied der SPD zum Abgeordneten des Landtags von Nordrhein-Westfalen ernannt, dem er vom 2. Oktober 1946 bis zum 19. Dezember 1946 angehörte. Er hatte dort das Amt des Alterspräsidenten inne.